# Хепатитис Д
Хепатитис Д је тип вирусног хепатитиса изазваног Хепатитис делта вирусом (HDV). Хепатитис Д може само да опстане у присутву Хепатитис Б вируса. Инфекција Хепатитисом Д се једино дешава праралелном инфекцијом Хепатитисом Б или преклапањем са хроничним Хепатитисом Б.